# Томас Міров
Томас Міров (нім. Thomas Mirow; нар. 6 січня 1953, Париж) — німецький політик, член Соціал-демократичної партії Німеччини, президент Європейського банку реконструкції та розвитку (2008—2012).

## Біографія
Народився 6 січня 1953 року в Парижі. Закінчив Боннський університет. У 1975 році там вже захистив докторську дисертацію на тему зовнішньої політики Шарля де Голля.
З 1991 по 1997 рік Міров обіймав різні посади в уряді землі Гамбурга, в тому числі як державний міністр і керівник канцелярії (1991—1993), а також державний міністр міського розвитку та керівник канцелярії (1993—1997). Пізніше він працював державним міністром з економічних питань в уряді мера Ортвіна Рунде з 1997 по 2001 рік.
Між 2002 і 2005 роками Міров працював радником консалтингової компанії Ernst & Young та банку MM Warburg & Co. У 2004 році він був членом групи високого рівня Європейської комісії з питань середньострокового перегляду Лісабонської стратегії під головуванням колишнього прем'єр-міністра Нідерландів Вім Кок.
З 2005 по 2008 рік Міров працював державним секретарем у Федеральному міністерстві фінансів під керівництвом міністра Пеера Штайнбрюка в першому коаліційному уряді канцлера Ангели Меркель.
На щорічному засіданні Європейського банку реконструкції та розвитку у Києві в 2008 році Мірова було призначено на посаду президента ЄБРР; раніше він був номінований більшістю держав-членів ЄС. Був другим німцем, який очолив ЄБРР.
У 2013—2018 роках був головою наглядової ради «HSH Nordbank».

## Нагороди
- орден князя Ярослава Мудрого V ступеня (23 серпня 2011) — за вагомий особистий внесок у зміцнення міжнародного авторитету України, популяризацію її історичної спадщини і сучасних досягнень та з нагоди 20-ї річниці незалежності України[5];